# Термалбад Висенбад
Термалбад Висенбад (њем. Thermalbad Wiesenbad) општина је у њемачкој савезној држави Саксонија. Једно је од 69 општинских средишта округа Ерцгебирге. Према процјени из 2010. у општини је живјело 3.638 становника. Посједује регионалну шифру (AGS) 14521630.

## Географски и демографски подаци
Термалбад Висенбад се налази у савезној држави Саксонија у округу Ерцгебирге. Општина се налази на надморској висини од 418 метара. Површина општине износи 24,2 km². У самом мјесту је, према процјени из 2010. године, живјело 3.638 становника. Просјечна густина становништва износи 151 становника/km².